# زین‌الدین پایین
زین‌الدین پایین (به لاتین: Aşağı Zeynəddin) یک منطقه مسکونی در جمهوری آذربایجان است که در شهرستان آق‌داش واقع شده است. این روستا ۱۱۸۱ نفر جمعیت دارد.